# Mjellbrefjellet
Mjellbrefjellet är ett berg i Antarktis. Det ligger i Östantarktis. Norge gör anspråk på området. Toppen på Mjellbrefjellet är 2 205 meter över havet.
Terrängen runt Mjellbrefjellet är varierad. Trakten är obefolkad. Det finns inga samhällen i närheten. 